# Ananías Maidana Palacios
Ananías Maidana Palacios (Encarnación, Departamento de Itapúa, Paraguay; 26 de julio de 1923 - Asunción, Distrito Capital, Paraguay; 30 de octubre de 2010) fue un profesor y político paraguayo, secretario general del Partido Comunista Paraguayo entre 1989 y 2007, y candidato a senador por la Alianza Patriótica Socialista en el 2008, coalición política en la cual el PCP participó. Durante la dictadura de Stroessner, estuvo preso por 24 años.

## Infancia y juventud
Ananías Maidana nació el 26 de julio de 1923 en Encarnación, Paraguay, donde cursó sus estudios primarios en la Escuela Normal Nº 4 “Clementina Irrazábal”, en la cual también prosiguió sus estudios secundarios. A escasos tres meses de la culminación de los mismos, el gobierno del régimen inicia una persecución política, que lo llevará a trasladarse a Asunción, donde fijó residencia en la clandestinidad.
Deseando terminar su profesorado se inscribió en la Escuela Normal Nº 2 donde era intensamente buscado por la policía, deteniendo equivocadamente a un individuo con similares características que terminó torturado.

## Inicios en política
Ananías Maidana comentó que en su juventud fue colorado, llegando inclusive a militar en las filas de la juventud de dicho partido.
Sin embargo, en 1940, a los 16 años, Maidana se convierte en comunista, luego de ver como, según él, eran explotados unos obreros en una fábrica.
En 1947, tras participar con la Juventud Comunista Paraguaya, y manifestarse en contra la dictadura del General Higinio Morínigo, fue apresado, torturado y trasladado a una cárcel pública de Asunción, que estaba ubicada donde hoy funciona la Universidad Católica.
Entre los años 1947 y 1949, eran cerca de 4.000 los presos políticos, de todas las corrientes, figurando entre ellos 132 jefes y oficiales del Cuadro Permanente del Ejército. De esta forma se castigó la insurrección democrática que se conoce como la Revolución de Concepción de 1947.
Todos los presos eran torturados, pudiendo nombrarse al Mayor Franco, hermano del Coronel Rafael Franco, y al Tte. Cnel. Vázquez. Después la mayoría fue confinada o desterrada. Ananías Maidana, junto con otros dirigentes y militantes comunistas pasaron nuevamente a la clandestinidad.

## Militancia y encarcelamiento
En 1950 fue apresado en la calle y golpeado brutalmente con pistola y con fusil, arrastrando toda su vida las secuelas de esos golpes.
Logró salir en 1952, gracias a la solidaridad nacional e internacional y mediante las gestiones de los familiares, los cuales en todo momento desempeñaron un papel vital para salvar la vida y conquistar la libertad de los presos. En lugar de solicitar un exilio, Ananías pasó nuevamente a la lucha clandestina contra el régimen.
Bajo la dictadura de Stroessner fue buscado intensamente por la policía y el 3 de junio de 1959, cuando participaba de la conducción democrática y unitaria antidictatorial, fue apresado y golpeado en plena calle. Mediante la violencia represiva la dictadura pretendió aplastar un gran movimiento popular que tenía de epicentro al movimiento obrero y estudiantil. Cabe recordar que la clase obrera, en su mayoría sindical dirigida por colorados, realizó una huelga general que quebrantó la base social de sostenimiento del gobierno. A esto se sumó la gran huelga y las manifestaciones estudiantiles y juveniles de abril, mayo y junio de 1959, que produjo una crisis en el Partido Colorado.
En ese tiempo comienza un nuevo calvario para Ananías Maidana, que duraría 20 años de encarcelamiento en calabozos de castigo y en el campo de concentración en la ciudad de Emboscada, junto con sus camaradas el Profesor Antonio Maidana (después secuestrado-desaparecido el 27 de agosto de 1980), el Profesor Julio Rojas, Alfredo Alcorta, entre centenares de presos de todos los partidos políticos y movimientos sociales.
En la Comisaría 3ª Ananías estuvo durante 17 años en un calabozo de 1,7 m × 4,7 m con otros 15 presos políticos, calabozo que fue bautizado “el panteón de los vivos”, pues allí no tenían luz ni ventilación. El baño se encontraba dentro del calabozo. Pasaban semanas y meses sin ver la luz del sol.
En 1961 fue visitado en el prisión por el arzobispo de Asunción, Monseñor Felipe Santiago Benítez, y en 1963 por una delegación humanitaria de 6 diputados y 6 senadores chilenos, quienes arribaron a Paraguay para conocer las condiciones de encierro en el Paraguay de Stroessner. No pudieron entrar debido al hedor que despedía el calabozo.
Uno de los visitantes solidarios, al ver la humedad y las condiciones horribles en que se encontraban los detenidos, atinó a preguntar si cuántas horas llevaban detenidos ahí en esas condiciones, a lo que los presos contestaron que hacía cinco años que sobrevivían en esas condiciones infrahumanas. El comentario de los chilenos fue que habían recorrido varios países de Asia, África y Oceanía, y que jamás habían visto esas condiciones tan inhumanas como las que existían en Paraguay. Recalcaron enfáticamente que era una ignominia tener a seres humanos en esas condiciones, más aún como castigo a estos hombres por sus ideales.
Cuando los Obispos católicos reclamaban la libertad de estos presos enterrados en vida, Stroessner les contestaba cínicamente: “No se preocupen porque ellos están condenados a morir en prisión”.
Cuando la presión internacional se hizo muy fuerte Stroessner confesó: “Estos no son mis presos”, dando a entender que estaban a cargo de los altos mandos, subordinados a la CIA, que era la que imponía las estrategias sobre la base de la Doctrina de la Seguridad Nacional, durante la Guerra Fría.
A finales de la década del 70 fueron encerrados en el Campo de Concentración de Emboscada junto con centenas de luchadores sociales y políticos, especialmente de origen campesino. Y liberado en 1978, fue condenado al exilio, yendo a Suecia y luego a la Unión Soviética, desde donde denunció los crímenes de Stroessner y promovió la solidaridad con Paraguay, a través de una intensa labor periodística y política.

## Caída de la dictadura
Apenas derrotado Stroessner en 1989, Ananías Maidana retornó al país para sumar su esfuerzo a la lucha por una verdadera democracia con justicia social, en camino hacia una sociedad sin explotados ni explotadores, hacia la construcción del socialismo en el Paraguay. Desde ese año, asumió el cargo de secretario-general del Partido Comunista Paraguayo, que ejercería hasta 2007.

## Actualidad
Ananías Maidana fue uno de los dirigentes históricos del PCP, y se presentó al cargo de diputado para las elecciones del 20 de abril de 2008. Trabajó para fortalecer la democracia, y para que se haga justicia en el caso de las víctimas de la dictadura. Es presidente honorario del PCP desde 2007.
Con la vuelta en mayo de 2009 al Paraguay del entonces ministro del interior de la dictadura de Stroessner, Sabino Augusto Montanaro, Maidana exigió justicia, y demandó a Montanaro que devele donde están los cuerpos de las personas desaparecidas durante la dictadura.
En marzo de 2010 fue ungido con el grado de Orden de la Cruz del Defensor, máximo honor que rinde el Estado paraguayo a los líderes civiles. Viajó posteriormente a Cuba para tratarse de un cáncer de próstata.
Falleció de cáncer de próstata en la madrugada del 30 de octubre de 2010 en el Hospital Central del IPS. Está enterrado en el Cementerio de la Recoleta, en Asunción.